# Hapoel

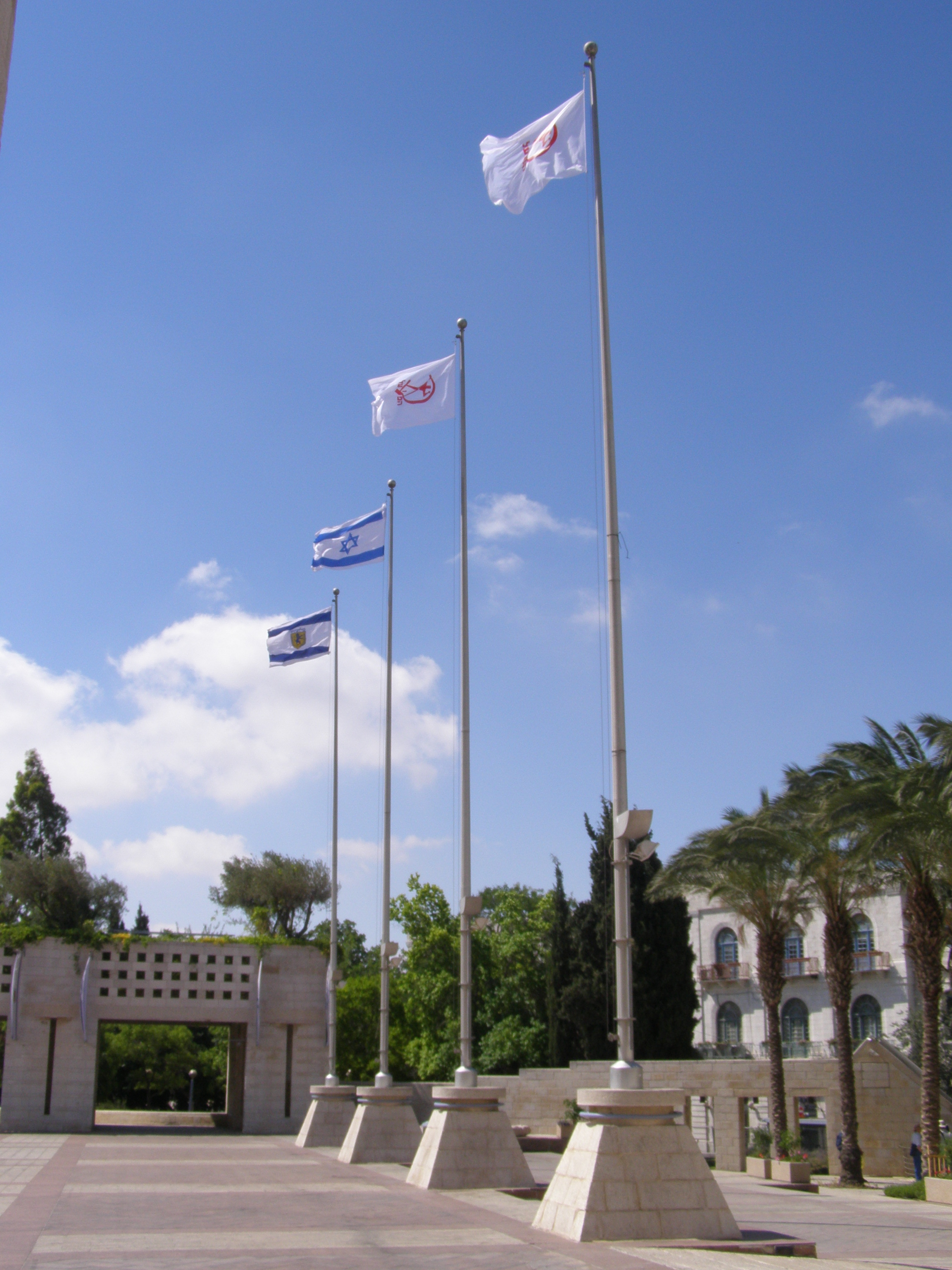
flags of Hapoel on Safra square in Jerusalem

Hapoel (em Hebraico: הפועל, lit. O Trabalhador) é uma associação esportiva de Israel, que a classe trabalhadora, fundada em 1926 a partir da Histadrut. Durante o período do mandato Britânico da Palestina, teve uma rivalidade intensa com os clubes "Maccabi" e organizou suas próprias competições, à exceção do futebol, o único esporte em que todas as organizações jogaram entre si. Na época, a Hapoel não fazia parte do "Comitê Olímpico de Eretz Israel", que era controlado pelo Maccabi, e procurou, em vez disso, estabelecer laços internacionais com organizações de trabalhadores de partidos socialistas. Portanto, Hapoel tornou-se membro da  SASI em 1927 e mais tarde foi membro do CSIT.
Depois que o estado de Israel foi estabelecido, as organizações esportivas rivais chegaram a um acordo de 1951 que permitiu associações desportivas conjuntas e competições abertas para todos os residentes israelenses.

## Clubes multiesportivos
- Hapoel Jerusalém
- Hapoel Tel Aviv
- Hapoel Holon
- Hapoel Haifa
- Hapoel Rishon LeZion (handball), Hapoel Rishon LeZion F.C. and others in Rishon LeZion

## Clubes de basquetebol
- Hapoel Afula
- Hapoel Gilboa Galil
- Hapoel Holon
- Hapoel Jerusalem
- Hapoel Tel Aviv

## Clubes de futebol
- Hapoel Acre
- Hapoel Afula
- Hapoel Ashkelon
- Hapoel Asi Gilboa
- Hapoel Balfouria
- Hapoel Be'er Sheva
- Hapoel Beit She'an
- Hapoel Bnei Jadeidi
- Hapoel Bnei Lod
- Hapoel Bnei Tamra
- Hapoel Haifa
- Hapoel Herzliya
- Hapoel Ironi Kiryat Shmona
- Hapoel Jerusalem
- Hapoel Katamon Jerusalem
- Hapoel Kfar Saba
- Hapoel Kiryat Shalom
- Hapoel Mahane Yehuda
- Hapoel Marmorek
- Hapoel Petah Tikva
- Hapoel Ra'anana
- Hapoel Ramat Gan
- Hapoel Tayibe
- Hapoel Tel Aviv
- Hapoel Tiberias
- Hapoel Tzafririm Holon
- Hapoel Umm al-Fahm
- Hapoel Yehud
- F.C. Hapoel Kiryat Gat
- Hapoel Mevaseret Zion-Abu Ghosh